# 費泰什蒂
費泰什蒂是羅馬尼亞的城市，位於該國東南部，距離首府斯洛博齊亞42公里，由雅洛米察縣負責管轄，面積101.22平方公里，海拔高度20米，2009年人口34,311，大多數居民信奉東正教。